# On n'est pas des indiens c'est dommage
Albums de Olivier Cadiot et Rodolphe Burger
Hôtel Robinson
(2002)
On n'est pas indiens c'est dommage est le premier album issu de la collaboration d'Olivier Cadiot et Rodolphe Burger, paru en 2000 chez Dernière bande.

## Historique
Après s'être croisés autour d'Alain Bashung pour le titre Samuel Hall, Olivier Cadiot et Rodolphe Burger ont commencé quelques expérimentations étranges, desquelles sont nées cet album, de même qu'Hôtel Robinson.
On n'est pas indiens c'est dommage mélange des interviews et des prises de sons enregistrées pour l'occasion, en juillet 1999, dans la vallée de la Petite Lièpvre, dans la région d'origine de Rodolphe Burger et où se trouve son studio d'enregistrement.
Dans cette région est parlée la langue Welche, un patois voué à disparaître, n'étant plus parlé que par un millier de personnes. Le projet n'est pas en soi de nature sociologique, mais le Welche incarne dans le lieu, la rencontre d'Olivier Cadiot et Rodolphe Burger.
Le projet consistait en une projection de documents filmés suivie d'un concert incluant la bande son de ces documents samplée et mixée à la musique de Rodolphe Burger.
Au concert participaient :
1. Rodolphe Burger : voix, guitare, sampler
2. Olivier Cadiot : ordinateur
3. Marco de Oliveira : basse, programmation

## Liste des titres de l'album
| 1.     | C'est Dans La Vallée (feat. Roger Humbert)                                                         | Chanson traditionnelle welche, Moonshiner |                 | 8:08 |
| 2.     | Tante Elisabeth (Chant welche)                                                                     |                                           | Rodolphe Burger | 5:21 |
| 3.     | Zo Love (feat. Henri Baradel)                                                                      | Olivier Cadiot                            | Rodolphe Burger | 4:31 |
| 4.     | Try To Understand                                                                                  |                                           | Rodolphe Burger | 6:01 |
| 5.     | On N'Est Pas Indiens C'est Dommage (feat. Gabi Bauman, Henri Baradel, Roger Humbert et Rosa Lopez) | Olivier Cadiot, Rodolphe Burger           | Rodolphe Burger | 8:11 |
| Vidéo. | Tante Elisabeth                                                                                    |                                           |                 |      |
| 32:12  | |                                           |                 |      |